# Лійвакюла (Рідала)
Лі́йвакюла (ест. Liivaküla) — село в Естонії, у волості Рідала повіту Ляенемаа.

## Населення
Чисельність населення на 31 грудня 2011 року становила 7 осіб.

## Географія
Через село проходить автошлях 103 (Рідала — Ніґула).

## Історія
Під час адміністративної реформи 1977 року село Лійвакюла було ліквідовано, а його територія стала частиною утвореного села Рідала. З січня 1998 року село Лійвакюла відновлено як окремий населений пункт.